# Astragalus setsureianus
Astragalus setsureianus är en ärtväxtart som beskrevs av Takenoshin Nakai. Astragalus setsureianus ingår i släktet vedlar, och familjen ärtväxter. Inga underarter finns listade i Catalogue of Life.